# Lijst van rivieren in Michigan

Rivieren in Michigan

Dit is een lijst van rivieren in de Amerikaanse staat Michigan.

## Alfabetisch
- Anna River
- Au Gres River
- Au Sable River
- Au Train River
- Bad River
- Baldwin River
- Baltimore River
- Bark River
- Bass River
- Battle Creek River
- Bear River
- Bell River
- Belle River
- Betsie River
- Big Betsy River
- Big Garlic River
- Big Iron River
- Big River
- Big Sable River
- Big Siskiwit River
- Black Mallard River
- Black River (Alcona County)
- Black River (Allegan/Van Buren Counties)
- Black River (Cheboygan/Montmorency/Presque Isle/Otsego Counties)
- Black River (Gogebic County)
- Black River (Luce/Mackinac Counties)
- Black River (Marquette County)
- Black River (Sanilac/St.Clair Counties)
- Blind Sucker River
- Boardman River
- Boyne River
- Brevoort River
- Brule River
- Carp Lake River
- Carp River (Chippewa/Mackinac County)
- Carp River (Gogebic/Ontonagon Counties), gedeeltes ook bekend als Big Carp River en Upper Carp River of Carp River Inlet of Inlet Creek
- Carp River (Luce County), niet op USGS kaarten
- Carp River (Marquette County)
- Cass River
- Cataract River
- Cedar River (Antrim County)
- Cedar River (Clare/Gladwin Counties)
- Cedar River (Menominee County)
- Charlotte River
- Cheboygan River
- Chippewa River
- Chocolay River
- Clam River
- Cliff River
- Clinton River
- Coldwater River (Barry/Kent/Ionia Counties)
- Coldwater River (Branch County)
- Coldwater River (Isabella Counties)
- Cranberry River
- Creighton River
- Crooked River
- Crow River
- Crystal River
- Cut River
- Days River
- Dead River
- Dead Sucker River
- Deer River
- Detroit River
- Devil's River
- Dingman River
- Dowagiac River
- Driggs River
- Duck River ook bekend als Duck Creek
- Eagle River
- East Sleeping River
- Ecorse River
- Elk River
- Elm River
- Escanaba River
- Falls River
- Fawn River
- Fence River
- Firesteel River
- Fishdam River
- Flat River
- Flint River
- Flintsteel River
- Floodwood River
- Ford River
- Fox River
- Galena River
- Galien River
- Gogomain River
- Grand River
- Grass River
- Gratiot River
- Graveraet River
- Green River, vloeit over in de Jordan River
- Green River, onderdeel van het Intermediate River-systeem
- Gun River
- Hemlock River
- Hendrie River
- Hersey River
- Huron River (Baraga/Marquette Counties)
- Huron River (Monroe/Wayne/Washtenaw/Livingston/Oakland Counties)
- Hurricane River
- Indian River (Alger/Schoolcraft Counties; Bovenschiereiland)
- Indian River (Cheboygan County; Benedenschiereiland)
- Intermediate River
- Iron River (Iron County)
- Iron River (Marquette County)
- Jordan River
- Jordan River van Beaver Island
- Jumbo River
- Kalamazoo River
- Kawkawlin River
- Kelso River
- Laughing Whitefish River
- Leland River, ook bekend als the Carp River
- Lincoln River
- Little River
- Little Betsy River (Bovenschiereiland)
- Little Betsie River (Benedenschiereiland)
- Little Black River (Cheboygan County)
- Little Black River (Gogebic County)
- Little Brevoort River
- Little Carp River (Baraga County)
- Little Carp River (Cheboygan County), ook bekend als Carp River, Carp Creek
- Little Carp River (Gogebic/Ontonagon Counties)
- Little Cedar River (Gladwin County)
- Little Cedar River (Mennominee County)
- Little Cranberry River
- Little Dead River
- Little Elm River
- Little Fawn River
- Little Fishdam River
- Little Fox River
- Little Garlic River
- Little Gratiot River
- Little Hemlock River
- Little Huron River
- Little Indian River
- Little Iron River
- Little Manistee River
- Little Maple River
- Little MiseryRiver
- Little Molasses River
- Little Munuscong River
- Little Muskegon River
- Little Ocqueoc River
- Little Otter River
- Little Pigeon River (Cheboygan County) mondt uit in Mullett Lake
- Little Pigeon River (Cheboygan/Otsego Counties) mondt uit in Pigeon River
- Little Pigeon River (Huron County)
- Little Presque Isle River
- Little Rabbit River
- Little Rainy River
- Little Rapid River
- Little River Raisin
- Little Silver River
- Little Siskiwit River
- Little Sturgeon River
- Little Sugar River
- Little Thornapple River
- Little Tobacco River
- Little Trout River
- Little Two Hearted River
- Little Union River
- Looking Glass River
- Macatawa River
- Manistee River
- Manistique River
- Maple River (Cheboygan/Emmett Counties)
- Maple River (Ionia/Clinton/Gratiot/Montcalm/Shiawassee Counties)
- Maple River (Muskegon County)
- Medora River
- Menominee River
- Michigamme River
- Middle Branch River
- Milakokia River
- Milecoquins River
- Milk River
- Mineral River
- Miners River
- Misery River
- Mitchigan River
- Molasses River
- Montreal (Keweenaw County)
- Montreal River Wisconsin-Michigan grens
- Moran River
- Mosquito River
- Munuscong River
- Murphy River
- Muskegon River
- Net River
- New River
- North River
- Ocqueoc River
- Ogontz River
- Ontonagon River
- Ottawa River, alom bekend als North Tenmile Creek
- Otter River
- Paint River
- Paw Paw River
- Pelton River, ook bekend als Pelton Creek
- Pentwater River
- Perch River
- Pere Marquette River
- Peshekee River
- Pigeon River (Cheboygan/Otsego Counties)
- Pigeon River (Huron County)
- Pigeon River (Ottawa County)
- Pigeon River (St. Joseph County)
- Pike River
- Pilgrim River
- Pinconning River
- Pine River (Alcona/Iosco Counties)
- Pine River (Arenac County)
- Pine River (Charlevoix County)
- Pine River (Chippewa/Mackinac Counties)
- Pine River (Lake/Manistee/Osceola/Wexford Counties), also called South Branch of Manistee River
- Pine River (Marquette County)
- Pine River (Bay/Mecosta/Isabella/Montcalm/Gratiot/Midland Counties)
- Pine River (St. Clair County)
- Pinnebog River
- Platte River
- Pointe aux Chenes River
- Portage River (Houghton County)
- Portage River (Jackson/Washtenaw Counties) vloeit over in Grand River
- Portage River (Kalamazoo/St. Joseph Counties)
- Portage River (Livingston/Washtenaw Counties) vloeit over in Portage Lake (Benedenschiereiland)
- Potagannissing River
- Potato River
- Prairie River
- Presque Isle River
- Quanicassee River
- Rabbit River
- Rainy River
- Rapid River (Delta/Marquette Counties)
- Rapid River (Kalkaska County)
- Rapid River (Ontonagon County)
- Ravine River
- Red Cedar River
- Rifle River
- River Raisin
- River Rouge or Rouge River
- River Styx (Marquette County)
- River Styx (Montcalm County)
- Rock River (Alger County)
- Rock River (Baraga County)
- Rock River (Mackinaw County)
- Rocky River
- Rogue River
- Saganing River
- Sage River
- Saginaw River
- Saint Clair River
- St. Joseph River (Lake Michigan)
- St. Joseph River (Maumee River)
- St. Marys River
- Saline River
- Salmon Trout River (Houghton County)
- Salmon Trout River (Marquette County)
- Salt River (Macomb County)
- Salt River (Midland/Isabella Counties)
- Sand River
- Sante River
- Sauk River
- Sebewaing River
- Second River
- Shakey River
- Shelldrake River
- Shiawassee River
- Shoepac River
- Silver River (Keweenaw)
- Silver River (Baraga County) watert af in het Bovenmeer
- Silver River (Baraga/Houghton Counties) vloeit over in Otter Lake
- Siskiwit River
- Slate River (Baraga County)
- Slate River (Gogebic County)
- Snake River
- Spruce River
- Sturgeon River (Alger/Delta Counties)
- Sturgeon River (Baraga/Houghton Counties)
- Sturgeon River (Cheboygan/Otsego Counties)
- Sturgeon River (Dickenson County)
- Sucker River
- Sugar River
- Swan River
- Tacoosh River
- Tahquamenon River
- Tamarack River
- Tawas River
- Thornapple River
- Thunder Bay River
- Tiffin River
- Tioga River
- Tittabawassee River
- Tobacco River (Benedenschiereiland)
- Tobacco River (Bovenschiereiland)
- Torch River
- Trap Rock River
- Traverse River
- Trout River
- Two Hearted River
- Union River
- Vermilac River
- Waiska River
- Walton River
- West Sleeping River
- White River (Muskegon/Oceana Counties)
- White River (Huron County)
- Whitefish River
- Yellow Dog River

## Op stroomgebied

### Eriemeer
- Detroit River
  - Ecorse River
  - River Rouge of Rouge River
- Huron River (Monroe/Wayne/Washtenaw/Livingston/Oakland Countires)
  - Portage River (Livingston/Washtenaw Counties) vloeit over in Portage Lake
- North River
- Ottawa River
- River Raisin
  - Little River Raisin
  - Saline River
- Saint Joseph River (zijrivier van de Maumee River in Ohio)
- Tiffin River (zijrivier van de Maumee River in Ohio)

### Huronmeer
- Au Gres River
- Au Sable River
  - Pine River (Alcona/Iosco Counties)
- Black River (Alcona County)
- Black Mallard River
- Bell River
- Carp River (Chippewa/Mackinac County)
- Cheboygan River
  - Black River (Cheboygan/Montmorency/Presque Isle/Otsego Counties)
    - Black Lake
      - Rainy River
        - Little Rainy River

  - Mullett Lake
    - Indian River (Cheboygan County)
      - Burt Lake
        - Little Carp River (Cheboygan County)
        - Maple River (Cheboygan/Emmett Counties)
        - Crooked River
          - Crooked Lake

      - Sturgeon River (Cheboygan/Otsego Counties)
        - Little Sturgeon River

    - Pigeon River (Cheboygan/Otsego Counties)
      - Little Pigeon River (Cheboygan/Otsego Counties), zijrivier van Pigeon

    - Little Pigeon River (Cheboygan County) mondt direct uit in Mullett Lake
- Devil's River
- Kawkawlin River
- Little Black River (Cheboygan County)
- Little Trout River
- New River
- Ocqueoc River
  - Little Ocqueoc River
- Pigeon River (Huron County)
  - Little Pigeon River (Huron County)
- Pine River (Arenac County)
- Pine River (Chippewa/Mackinac Counties)
- Pinnebog River
- Pinconning River
- Potagannissing River
- Quanicassee River
- Rifle River
- Saganing River
- Saginaw River
  - Shiawassee River
    - Bad River
    - Cass River
    - Flint River

  - Tittabawassee River
    - Chippewa River
      - Pine River (Bay/Mecosta/Isabella/Montcalm/Gratiot/Midland Counties)
      - Coldwater River (Isabella Counties)

    - Salt River (Midland/Isabella Counties)
    - Tobacco River (Benedenschiereiland)
      - Little Cedar River (Gladwin County)
      - Cedar River (Clare/Gladwin Counties)

    - Sugar River
      - Little Sugar River

    - Little Tobacco River
    - Molasses River
      - Little Molasses River

    - Pine Creek sommige gedeeltes bekend als Newark en Arcadia Drain
      - River Styx (Montcalm County)
- Saint Mary's River
  - Charlotte River
  - Little Munuscong River
  - Munuscong River
  - Gogomain River
  - Waiska River
- Sebewaing River
- Swan River
- Tawas River
- Thunder Bay River
- Trout River
- White River (Huron County)

### Michiganmeer
- Bark River
- Bear River
- Betsie River
  - Little Betsie River (Benedenschiereiland)
- Big River
- Brevoort River
- Black River (Allegan/Van Buren Counties)
- Black River (Luce/Mackinac Counties)
- Big Sable River
- Boardman River
- Boyne River
- Carp Lake River
- Cataract River
- Cedar River (Menominee County)
- Crow River
- Cut River
- Crystal River
- Days River
- Elk River
  - Elk Lake
    - Torch River
      - Rapid River (Kalkaska County)
        - Little Rapid River

      - Torch Lake
        - Clam Lake
          - Grass River
            - Lake Bellaire
              - Cedar River (Antrim County)
                - Intermediate Lake
                  - Green River
                    - Sixmile Lake en andere meren
                      - Dingman River
                        - Intermediate River
- Escanaba River
  - Second River
  - Black River (Marquette County)
- Fishdam River
- Ford River
- Galien River
  - Galena River
- Grand River
  - Bass River
  - Rogue River
  - Thornapple River
    - Coldwater River (Barry/Kent/Ionia Counties)
      - Little Thornapple River

  - Flat River
  - Maple River (Ionia/Clinton/Gratiot/Montcalm/Shiawassee Counties)
    - Little Maple River

  - Looking Glass River
  - Red Cedar River
  - Portage River (Jackson/Washtenaw Counties) vloeit over in de Grand River
- Jordan River
  - Green River
- Jordan River (Beaver Island)
- Kalamazoo River
  - Gun River
  - Battle Creek River
  - Rabbit River
    - Little Rabbit River
- Leland River, ook bekend als de Carp River
- Lincoln River
- Little River
- Little Brevoort River
- Little Fishdam River
- Lake Macatawa
  - Macatawa River
- Manistee River
  - Manistee Lake
    - Little Manistee River

  - Pine River (Lake/Manistee/Osceola/Wexford Counties), ook bekend als South Branch of Mainstee River
- Manistique River
  - Creighton River
  - Driggs River
  - Fox River
    - Little Fox River

  - Indian River (Alger/Schoolcraft Counties; Bovenschiereiland)
    - Little Indian River

  - Manistique Lake
    - Shoepac River
- Menominee River
  - Little Cedar River (Mennominee County)
  - Shakey River
  - Sturgeon River (Dickenson County)
  - Brule River
    - Paint River
      - Net River
      - Hemlock River
        - Little Hemlock River

    - Iron River (Iron County)

  - Michigamme River
    - Fence River
      - Mitchigan River

    - Kelso River
    - Deer River
    - Spruce River
    - Peshekee River
- Milakokia River
- Millecoquins River
- Moran River
- Muskegon River
  - Maple River (Muskegon County)
  - Little Muskegon River
  - Hersey River
  - Middle Branch River
  - Clam River
- Ogontz River
- Pentwater River
- Pere Marquette River
  - Baldwin River
- Pigeon River (Ottawa County)
- Pine River (Charlevoix County)
- Platte River
- Pointe aux Chenes River
- Rapid River (Delta/Marquette Counties)
- Rock River (Mackinaw County)
- Saint Joseph River (Lake Michigan)
  - Dowagiac River
  - Paw Paw River
  - Pigeon River (St. Joseph County)
  - Fawn River
    - Little Fawn River

  - Prairie River
  - Rocky River
  - Portage River (Kalamazoo/St. Joseph Counties)
  - Coldwater River (Branch County)
    - Sauk River
- Sturgeon River (Alger/Delta Counties)
- Tacoosh River
- Walton River
- White River (Muskegon/Oceana Counties)
- Whitefish River

### Bovenmeer
- Anna River
- Au Train River
- Big Betsy River
- Big Garlic River
- Big Iron River
  - Rapid River (Ontonagon County)
- Big Siskiwit River
- Black River (Gogebic County)
  - Little Black River (Gogebic County)
- Blind Sucker River
  - Dead Sucker River
- Carp River (Gogebic/Ontonagon Counties), gedeeltes ook bekend als Big Carp River en Upper Carp River
- Carp River (Luce County)
- Carp River (Marquette County)
- Carp River (Ontonagon) ook bekend als Inlet Creek
- Chocolay River
- Cranberry River
- Dead River
  - Little Dead River
- Duck River, ook bekend als Duck Creek (Ontonogan County)
- Eagle River
- East Sleeping River
- Elm River
- Falls River
- Firesteel River
- Flintsteel River
- Floodwood River
- Gratiot River
- Graveraet River
- Huron Bay
  - Ravine River
  - Slate River (Baraga County)
- Huron River (Baraga/Marquette Counties)
- Hurricane River
- Iron River (Marquette County)
  - Lake Independence
    - Yellow Dog River
- Laughing Whitefish River
- Litle Betsy River (Bovenschiereiland)
- Little Carp River (Gogebic/Ontonagon Counties)
- Little Carp River (Baraga County)
- Little Cranberry River
- Little Elm River
- Little Garlic River
- Lac La Belle
  - Little Gratiot River
- Little Huron River
- Little Iron River
- Little Siskiwit River
- Little Two Hearted River
- Mineral River
- Miners River
- Misery River
  - Little Misery River
- Montreal River (Gogebic County)
- Montreal (Keweenaw County)
  - Medora River
- Mosquito River
- Ontonagon River
  - Baltimore River
  - Jumbo River
  - Tamarack River
  - Lake Gogebic
    - Slate River (Gogebic County)
      - Pelton River or Pelton Creek
- Pine River (Marquette County)
  - River Styx (Marquette County)
  - Cliff River
- Portage River (Houghton County)
  - Snake River
  - Portage Lake
    - Pike River
    - Pilgrim River
    - Torch Lake
      - Trap Rock River

    - Sturgeon River (Baraga/Houghton Counties)
      - Silver River (Baraga/Houghton Counties)
      - Little Silver River
      - Perch River
      - Otter Lake
        - Otter River
          - Sante River
          - Little Otter River

      - Rock River (Baraga County)
        - Worm Lake
          - Murphy River
          - Vermilac River
            - King Lake

      - Tioga River
- Potato River
- Presque Isle River
  - Little Presque Isle River
- Rock River (Alger County)
- Salmon Trout River (Houghton County)
- Salmon Trout River (Marquette County)
- Sand River
- Shelldrake River
- Silver River (Baraga County)
- Silver River (Keweenaw)
- Siskiwit River
- Sucker River
- Tahquamenon River
  - Hendrie River
  - Sage River
- Tobacco River (Bovenschiereiland)
- Traverse River
- Two Hearted River
- Union River
  - Little Union River
- West Sleeping River

### Saint Clairmeer
- Clinton River
- Milk River
- Saint Clair River
  - Belle River
  - Pine River (St. Clair County)
  - Black River (Sanilac/St.Clair Counties)
- Salt River (Macomb County)

Alabama · Alaska · Arizona · Arkansas ·  Californië · Colorado · Connecticut · Delaware · Florida · Georgia · Hawaï · Idaho ·  Illinois · Indiana · Iowa · Kansas · Kentucky · Louisiana · Maine · Maryland · Massachusetts · Michigan · Minnesota · Mississippi · Missouri · Montana · Nebraska · Nevada · New Hampshire · New Jersey · New Mexico · New York ·  North Carolina · North Dakota · Ohio · Oklahoma · Oregon · Pennsylvania · Rhode Island · South Carolina · South Dakota · Tennessee · Texas · Utah · Vermont · Virginia · Washington (staat) · Washington D.C. · West Virginia · Wisconsin · Wyoming